# 中村幸四郎
中村 幸四郎（なかむら こうしろう、1901年6月6日 - 1986年9月28日）は、日本の数学者（数学基礎論・数学史）。大阪大学名誉教授、関西学院大学名誉教授、兵庫医科大学名誉教授、文学博士。従四位勲三等旭日中綬章。
トポロジーを日本に最初に導入し、「位相幾何学」と翻訳した。また、エウクレイデスの『ストイケイア』を『原論』と訳した。東京文理科大学で下村寅太郎と数学史の研究を始め、大阪大学で原亨吉と研究を進めた。
数学の参考書では、数研出版から『チャート式　基礎からの基礎解析』、『チャート式　基礎からの代数・幾何』、『チャート式　基礎からの微分・積分』などを著している。

## 略歴
- 1901年　東京に生れる。
- 1926年　東京帝国大学理学部数学科を卒業。
- 東京高等師範学校の講師を務める。
- 1929年6月-1932年3月　ドイツとスイスに留学。チューリッヒ工科大学のハインツ・ホップに学ぶ。
- 1961年 関西学院大学理学部教授
- 1986年　宝塚で没する。

## 主な著書
1. 幾何学基礎論、共立社書店〈輓近高等数学講座．第26巻〉、1934年（昭和9年）
2. 位相幾何学概論、共立社〈輓近高等数学講座．第32巻〉、1936年（昭和11年）
3. 幾何学基礎論、共立出版、1947年（昭和22年）
4. 数学史、新興出版社・啓林館〈中学校数学科教材研究叢書；14〉、1962年（昭和37年）
5. 数学史、新興出版社・啓林館〈小学校算数科教材研究叢書；14〉、1962年（昭和37年）
6. ユークリッド——原論の背景——、玉川大学出版部〈玉川選書〉、1978年（昭和53年）
7. 近世数学の歴史——微積分の形成をめぐって——、日本評論社、1980年（昭和55年）
8. 数学史——形成の立場から——、共立出版〈共立全書；236〉、1981年（昭和56年）

### 共著
1. 岩波講座数学．第1、岩波書店、岩波書店（編）、1932年（昭和7年）- 1935年（昭和10年）
2. 岩波講座数学．第6、岩波書店、岩波書店（編）、1932年（昭和7年）- 1935年（昭和10年）
3. 岩波講座数学．第9、岩波書店、岩波書店（編）、1933年（昭和8年）- 1935年（昭和10年）
4. 新輯教育数学講座．第3、共立社、1933年（昭和13年）- 1933年（昭和18年）
5. 現代自然科学講座．第2巻、朝永振一郎・伏見康治（共編）、弘文堂、1951年（昭和26年）
6. 解析1標準問題集．上巻、中村幸四郎・中谷太郎・国枝タク治、3訂版第2版、数学研究社〈標準問題叢書〉、1953年（昭和28年）
7. 解析1標準問題集．下巻、中村幸四郎・中谷太郎・国枝タク治、3訂版第3版、数学研究社〈標準問題叢書〉、1953年（昭和28年）
8. 解析2標準問題集．上巻、中村幸四郎・中谷太郎・国枝タク治、3訂版第3版、数学研究社〈標準問題叢書〉、1953年（昭和28年）
9. 解析2標準問題集．下巻、中村幸四郎・中谷太郎・国枝タク治、3訂版第3版、数学研究社〈標準問題叢書〉、1953年（昭和28年）
10. 基礎数学講座、秋月康夫（等編）、共立出版、1955年（昭和30年）- 1956年（昭和31年）
11. 基礎数学講座、秋月康夫（等編）、共立出版、1958年（昭和33年）- 1959年（昭和34年）
12. 数学（基礎課程）上巻、坪光松二・中村幸四郎（共編）、学術図書出版社、1959年（昭和34年）
13. 数学教育の発展、佐藤良一郎先生塩野直道先生記念誌出版編集委員会（編）、大日本図書、1963年（昭和38年）
14. 科学随筆全集．続　第3、吉田洋一・緒方富雄・坪井忠二（共編）、学生社、1968年（昭和43年）
15. 数学と人生、小倉金之助・中村幸四郎（著）、学生社〈科学随筆文庫；13〉、1977年（昭和52年）
16. 数学史対話、中村幸四郎・佐々木力（共著）、弘文堂、1987年（昭和62年）。ISBN 4-335-75005-6

### 翻訳書
1. ヒルベルト『幾何学基礎論』弘文堂書房〈科学古典叢書〉、1933年（昭和18年）
2. ヒルベルト『幾何学基礎論』清水弘文堂書房、1969年（昭和44年）
3. A.アーボー『古代の数学』河出書房新社〈SMSG新数学双書；11〉、1971年（昭和46年）
4. I.L.ハイベルグ（編）『ユークリッド原論』中村幸四郎・寺阪英孝・伊東俊太郎・池田美恵（共訳）、共立出版、1971年（昭和46年）。ISBN 4-320-01072-8
5. A.K.サボー『数学のあけぼの——ギリシアの数学と哲学の源流を探る——』伊東俊太郎・中村幸四郎・村田全（共訳）、東京図書、1976年（昭和51年）
6. アルパッド・サボー『ギリシア数学の始原』玉川大学出版部、1978年（昭和53年）
7. I.L.ハイベルグ（編）『ユークリッド原論——縮刷版——』中村幸四郎・寺阪英孝・伊東俊太郎・池田美恵（共訳）、共立出版、1996年（平成8年）。ISBN 4-320-01513-4
8. ヒルベルト『幾何学基礎論』筑摩書房〈ちくま学芸文庫〉、2005年（平成17年）。ISBN 4-480-08953-5
9. I.L.ハイベルグ（編）『ユークリッド原論——追補版——』中村幸四郎・寺阪英孝・伊東俊太郎・池田美恵（共訳）、共立出版、2011年（平成23年）。ISBN 978-4-320-01965-2